# Episodi di Blossom - Le avventure di una teenager (prima stagione)
La prima stagione della serie televisiva Blossom - Le avventure di una teenager è stata trasmessa in anteprima negli Stati Uniti d'America dalla NBC tra il 3 gennaio e il 29 aprile 1991.
Precedentemente, il 5 luglio 1990, è stato mandato in onda l'episodio pilota.
In Italia è invece stata trasmessa in prima tv assoluta dal 2 ottobre 1994 su Rai 2, nella fascia mattutina con un solo episodio settimanale, ogni domenica mattina alle ore 11:30. Gli episodi non sono stati trasmessi in onda in ordine cronologico.
| nº | Titolo originale        | Titolo italiano            | Prima TV USA     | Prima TV Italia  |
| -- | ----------------------- | -------------------------- | ---------------- | ---------------- |
| 1  | Pilot                   | Blossom dieci e lode       | 5 luglio 1990    | 2 ottobre 1994   |
| 2  | Blossom Blossoms        | Momenti di crescita        | 3 gennaio 1991   | 9 ottobre 1994   |
| 3  | My Sister's Keeper      | Il primo ballo             | 7 gennaio 1991   | 20 novembre 1994 |
| 4  | Dad's Girlfriend        | La fidanzata di papà       | 14 gennaio 1991  | 23 ottobre 1994  |
| 5  | Who's in Charge Here?   | A casa comando io          | 21 gennaio 1991  | 30 ottobre 1994  |
| 6  | Sex, Lies and Teenagers | Una serata indimenticabile | 4 febbraio 1991  | 4 dicembre 1994  |
| 7  | I Ain't Got No Buddy    | Perdere un'amica           | 11 febbraio 1991 | 27 novembre 1994 |
| 8  | Thanks for the Memorex  | Profumo di frittelle calde | 18 febbraio 1991 | 16 ottobre 1994  |
| 9  | The Geek                | Lo sgorbio                 | 25 febbraio 1991 | 6 novembre 1994  |
| 10 | Tough Love              | Pizze, Mozart e ciambelle  | 4 marzo 1991     | 8 gennaio 1995   |
| 11 | Such a Night            | Una notte da sogno         | 11 marzo 1991    | 11 dicembre 1994 |
| 12 | School Daze             | Stordimento scolastico     | 25 marzo 1991    | 13 novembre 1994 |
| 13 | Papa's Little Dividend  | La scappatella di papà     | 8 aprile 1991    | 1 gennaio 1995   |
| 14 | Love Stinks             | L'amore è una fregatura    | 29 aprile 1991   | 15 gennaio 1995  |